# جمهوری فدراتیو سوسیالیستی روسیه شوروی
جمهوری سوسیالیستی فدراتیو شوروی روسیه (RSFSR) که با عنوان جمهوری فدراتیو سوسیالیستی روسیه شوروی، روسیهٔ شوروی یا روسیهٔ بلشویک نیز شناخته می‌شود، بزرگ‌ترین، صنعتی‌ترین و پرجمعیت‌ترین جمهوری در اتحاد جماهیر شوروی بود.
در ۲۵ دسامبر ۱۹۹۱، پس از فروپاشی اتحاد جماهیر شوروی، این کشور اعلام استقلال کرده و به فدراسیون روسیه تغییر نام داد که تا امروز به همین نام باقی‌مانده است.
بزرگ‌ترین شهرهای این جمهوری در آغاز پتروگراد، مسکو و نووسیبیرسک بودند اما پس از جابه جایی پایتخت به مسکو و افزایش شهرنشینی و گسترش شهر مسکو در سال ۱۹۳۹ جمعیت مسکو به بیش از ۴میلیون نفر رسید و مسکو تبدیل به پر جمعیت‌ترین و مهم‌ترین شهر روسیه و اتحاد جماهیر شوروی سوسیالیستی شد و مرکز تصمیم‌گیری تمام جماهیر بود.
پس از به قدرت رسیدن ژوزف استالین وی توانست در سال ۱۹۲۸ برنامه‌های پنج‌ساله‌ای را آغاز کند که موجب صنعتی‌سازی، نوین‌سازی (مدرنیزاسیون) و افزایش شهرنشینی در روسیه شد به طوری که در سال ۱۹۳۰ جمعیت روسیه به بیش از ۱۰۰ میلیون نفر رسید و تا سال ۱۹۴۰ به صنعتی‌ترین و ثروتمندترین بخش اتحاد جماهیر شوروی تبدیل شد.